# Anstruther Wester (circonscription du Parlement d'Écosse)
Pour les articles homonymes, voir Anstruther (homonymie).
Anstruther Easter dans le Fife était un royal burgh créé en 1587 qui a envoyé un Commissaire au Parlement d'Écosse et à la Convention des États.
Après les Actes d'Union de 1707, Anstruther Wester, Anstruther Easter, Crail, Kilrenny et Pittenweem ont formé le district de Anstruther Easter, renvoyant un membre à la Chambre des communes de Grande-Bretagne.

## Liste des commissaires de burgh
- 1661: Thomas Watson, conseiller municipal [1]
- 1665 convention: Peter Oliphant the younger, bailli[2]
- 1672–1690 non éligible en tant que Burgh non royal
- 1689 convention, 1689–1701: Robert Clelland [3]
- 1702–07: Sir Robert Anstruther de Wrae et Balcaskie[4]